# Championnat du monde d'échecs 1929

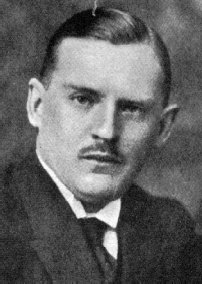
Alexandre Alekhine

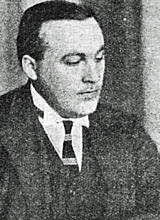
Efim Bogoljubov

Le Championnat du monde d'échecs 1929 a vu s'affronter Alexandre Alekhine, tenant du titre, et Efim Bogoljubov. Il a été joué en Allemagne et aux Pays-Bas du 6 septembre au 12 novembre 1929. Alekhine a conservé son titre au terme du match.

## Résultats
Le premier joueur a remporter six victoires et à marquer plus de 15 points était déclaré vainqueur.
|                    | 1 | 2 | 3 | 4 | 5 | 6 | 7 | 8 | 9 | 10 | 11 | 12 | 13 | 14 | 15 | 16 | 17 | 18 | 19 | 20 | 21 | 22 | 23 | 24 | 25 | Victoires | Points |
| ------------------ | - | - | - | - | - | - | - | - | - | -- | -- | -- | -- | -- | -- | -- | -- | -- | -- | -- | -- | -- | -- | -- | -- | --------- | ------ |
| Alexandre Alekhine | 1 | ½ | ½ | 0 | 1 | 0 | 1 | 1 | ½ | 1  | ½  | 1  | 0  | 0  | ½  | 1  | 1  | 0  | 1  | ½  | 1  | 1  | ½  | ½  | ½  | 11        | 15,5   |
| Efim Bogoljubov    | 0 | ½ | ½ | 1 | 0 | 1 | 0 | 0 | ½ | 0  | ½  | 0  | 1  | 1  | ½  | 0  | 0  | 1  | 0  | ½  | 0  | 0  | ½  | ½  | ½  | 5         | 9,5    |

## Parties remarquables
- Alekhine - Bogoljubov, 1re partie, 1-0
- Bogoljubov - Alekhine, 8e partie, 0-1
- Alekhine - Bogoljubov, 19e partie, 1-0